# Berndt Alfreds
Berndt Alfreds, född 21 februari 1915 i Ulricehamn, död 1 februari 1981 i Stockholm, var en svensk arkitekt.
Alfreds, som var son till grosshandlare Alfred Andersson och Gertrud Persson, avlade studentexamen i Jönköping 1936 och utexaminerades från Kungliga Tekniska högskolan 1940 och arbetade hos bland andra Björn Hedvall och Stig Åkermark. Han anställdes på arkitektkontor 1940, på Stockholms stads fastighetskontor 1948, på Stockholms stads stadsplanekontor 1952 och var tillsammans med Gunnar Larsén delägare i Alfreds & Larsén arkitektkontor i Stockholm från 1956 (styrelseordförande från 1960).